# Elektrická zařízení v prostředí s nebezpečím výbuchu

Označení elektrického zařízení pro prostředí s nebezpečím výbuchu v Evropské unii

Jako elektrická zařízení v prostředí s nebezpečím výbuchu se označují taková elektrická zařízení, která je možno provozovat v prostředí se zvýšenou koncentrací výbušných plynů, par nebo prachů. Taková elektrická zařízení musí být navržena a konstruována takovým způsobem, aby za běžných provozních podmínek nehrozilo nebezpečí výbuchu, například vlivem vysoké provozní teploty zařízení nebo jiskřením v elektrickém obvodu. Příkladem může být vypínač, uvnitř něhož v běžném prostředí vznikají jiskry na spínacích kontaktech. V prostředí s nebezpečím výbuchu by však i tyto nepatrné jiskry mohly iniciovat výbuch. Takové zařízení tak musí být provedeno tak, aby výbuchu předcházelo.
Existuje řada způsobů, jak lze elektrické zařízení v prostředí s nebezpečím výbuchu konstruovat a instalovat. Nejjednodušším způsobem je omezit množství takových zařízení ve výbušném prostředí. Další možnou cestou je zajistit dostatečné odvětrávání výbušných prostorů, aby zde nevznikala výbušná atmosféra. Oba způsoby jsou však v praxi málo využitelné. Častěji se lze setkat s jiskrově bezpečnými obvody (JBO), zajištěným provedením elektrického zařízení nebo s různými typy uzávěrů pro elektrické obvody.

## Zóny výbušnosti

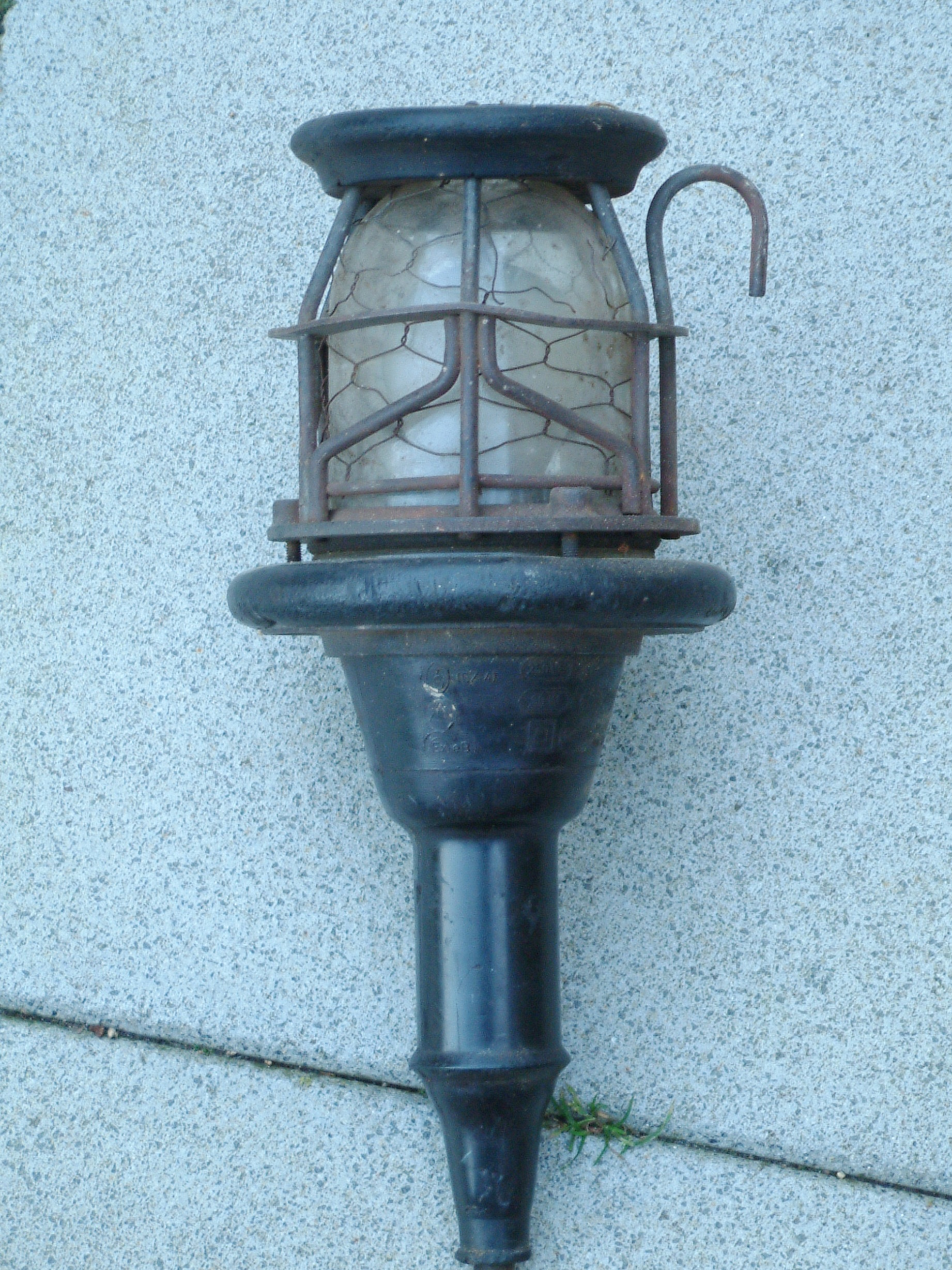
Lampa určená do prostředí s nebezpečím výbuchu

V chemickém průmyslu se lze setkat nejčastěji s prostředím, ve kterém hrozí nebezpeční výbuchu. Při manipulaci s hořlavými chemickými látkami existuje zvýšené riziko výbuchu. Takové riziko může existovat trvale nebo dočasně. V některých případech lze vznik výbušného prostředí očekávat pouze výjimečně, například při neočekávaném úniku hořlavé látky. Chemické závody a rafinérie jsou proto rozděleny do zón výbušnosti. Ty se mohou v různých místech lišit. Podle stupně hrozícího rizika výbuchu se prostředí klasifikují do zón. Označení zón je rozlišeno zvlášť pro výbušné plyny a páry a zvlášť pro výbušné prachy. Mezi zvláštní prostředí s nebezpečím výbuchu pak patří těžební doly s rizikem výbuchu důlního plynu.

### Zóny výbušnosti pro plyny a páry
Pro výbušné plyny a páry existují následující zóny:
Zóna 2
Jedná se o prostředí, ve kterém existuje pouze malé riziko vzniku výbušné atmosféry. Za běžných provozních podmínek nelze očekávat vznik výbušného prostředí, to ovšem může vzniknout například při neočekávaném úniku hořlavé látky. Obecně jsou do zóny 2 řazena prostředí, u nichž existuje riziko vzniku výbušného prostředí maximálně 10 hodin ročně.
Zóna 1
V prostředí, které je zařazeno do zóny 1, existuje zvýšené riziko vzniku výbušného prostředí. Takové prostředí zde však nemusí být přítomno trvale, ale pouze za určitých podmínek. Obecně jsou do zóny 1 řazena prostředí, u nichž existuje riziko výbušného prostředí 10 až 1000 hodin ročně.
Zóna 0
Jedná se o nejnebezpečnější prostředí z hlediska rizika výbuchu. V tomto prostředí lze očekávat častý výskyt výbušné atmosféry, riziko výbuchu v tomto prostředí může existovat také trvale. Obecně jsou do zóny 0 řazena prostředí, u nichž existuje riziko výbušného prostředí více než 1000 hodin ročně.

### Zóny výbušnosti pro prachy
Pro hořlavé prachy existují následující zóny:
Zóna 22
Jedná se o prostředí, ve kterém existuje pouze malé riziko vzniku výbuchu v důsledku rozvířeného prachu. Zóna 22 je analogické označení k zóně 2 pro výbušné plyny a páry.
Zóna 21
Jedná se o prostředí, ve kterém existuje zvýšené riziko vzniku výbuchu v důsledku rozvířeného prachu, které ale nemusí být trvalé. Zóna 21 je analogické označení k zóně 1 pro výbušné plyny a páry.
Zóna 20
V prostředí zařazeném do zóny 20 existuje velké nebo trvalé riziko vzniku výbušného prostředí v důsledku rozvířeného prachu. Zóna 20 je analogické označení k zóně 0 pro výbušné plyny a páry.

## Skupiny plynů, par a prachů
Vzhledem k tomu, že každá výbušná látka má jiné chemické vlastnosti, existuje také různá pravděpodobnost vzniku výbuchu. Mezi charakteristické vlastnosti látek patří teplota plamene, minimální energie pro vzplanutí, dolní a horní meze výbušnosti a molární hmotnost. Z tohoto důvodu jsou plyny, páry a prachy klasifikovány do skupin. Existují skupiny označované I, II a III, přičemž skupiny II a III jsou dále doplněny písmeny A, B nebo C. Látky zařazené do skupiny I jsou důlní plyny, látky zařazené do skupiny II zahrnují všechny povrchové plyny a páry a skupina III je vyhrazena pro prachy. Dodatková písmena označují těkavost látky. Zatímco látky skupin IIC a IIIC jsou nejvíce těkavé, látky skupin IIA a IIIA naopak nejméně těkavé.
| Skupina | Příklad látky                                                 |
| ------- | ------------------------------------------------------------- |
| I       | důlní plyny (methan)                                          |
| IIA     | povrchový methan, propan, benzín a další průmyslové plyny     |
| IIB     | ethylen, svítiplyn, koksárenský plyn a další průmyslové plyny |
| IIC     | vodík, acetylen, sirouhlík                                    |
| IIIA    | hořlavé vláknité prachy                                       |
| IIIB    | ostatní nevodivé hořlavé prachy                               |
| IIIC    | vodivé hořlavé prachy                                         |

Zařízení označená na štítku skupinou IIB je možno použít i v prostředí s plynem skupiny IIA, nikoliv však IIC. Zařízení označené skupinou IIC je možno použít také v prostředí s plyny skupin IIA a IIB. Zařízení označená pouze jako II je možno instalovat v prostorách s plyny všech skupin. Totéž platí pro prachy.

## Úroveň ochrany zařízení
Dalším klasifikačním systémem výbušných zařízení je úroveň ochrany zařízení (anglicky Equipment Protection Level, zkratka EPL). Tato klasifikace odpovídá směrnicím IEC. Podle tohoto systému jsou prostředí členěná do skupin označovaných písmeny M (mine) pro doly, G (gas) pro plyny a páry a D (dust) pro prachy. Ta jsou dále doplněna dodatkovými písmeny a, b nebo c. Tabulka níže ukazuje rozčlenění prostředí do skupin plynů, par a prachů, rozčlenění do zón výbušnosti a rozčlenění do skupin podle úrovně ochrany zařízení (EPL). Minimální typ ochrany klasifikuje zařízení podle evropské směrnice ATEX (94/9/EC).
| Skupina      | Riziko výbuchu                                                | Zóna | Skupina EPL | Minimální typ ochrany      |
| ------------ | ------------------------------------------------------------- | ---- | ----------- | -------------------------- |
| I (doly)     | zařízení pod napětím                                          |      | Ma          |                            |
| I (doly)     | zařízení bez napětí ve výbušném prostředí                     |      | Mb          |                            |
| II (plyny)   | výbušné prostředí je přítomno více než 1000 hodin ročně       | 0    | Ga          | ia, ma                     |
| II (plyny)   | výbušné prostředí je přítomno 10 až 1000 hodin ročně          | 1    | Gb          | ib, mb, px, py, e, o, q, s |
| II (plyny)   | výbušné prostředí je přítomno méně než 10 hodin ročně         | 2    | Gc          | n, ic, pz                  |
| III (prachy) | výbušný rozvířený prach je přítomen více než 1000 hodin ročně | 20   | Da          | ia                         |
| III (prachy) | výbušný rozvířený prach je přítomen 10 až 1000 hodin ročně    | 21   | Db          | ib                         |
| III (prachy) | výbušný rozvířený prach je přítomen méně než 10 hodin ročně   | 22   | Dc          | ic                         |

## Teplotní klasifikace
Dalším důležitým ukazatelem elektrických zařízení pro prostředí s nebezpečím výbuchu je jejich teplotní klasifikace do teplotních tříd. Každé elektrické zařízení může při provozu dosahovat určité teploty. V prostředí s nebezpečím výbuchu však takové zařízení nesmí přesáhnout 2/3 teploty bodu vznícení v prostorách ohrožených rozvířeným prachem (prachovzdušnou směsí) – typicky uvnitř technologických zařízení, resp. teplotu bodu vznícení sníženou o bezpečnostní koeficient 75 °C v prostorách ohrožených sedimentujícím prachem, který může mimo jiné způsobit nedostatečný přenos tepla (nedostatečné chlazení vnějších částí zařízení) – typicky prostor vně technologických zařízení. U zařízení určených do prostředí s nebezpečím výbuchu plynů a par hořlavých kapalin (Skupina II, resp. skupina EPL Ga, Gb, Gc) se uvádí teplotní třída nebo maximální povrchová teplota, v prostředí s nebezpečím výbuchu prachu (Skupina III, resp. skupina EPL Da, Db, Dc) se uvádí vždy přímo hodnota maximální povrchové teploty ve stupních Celsia. V Česku platí následující teplotní klasifikace:
| Teplotní třída | Teplota bodu vznícení |
| -------------- | --------------------- |
| T1             | >450 °C               |
| T2             | <300 °C               |
| T3             | <200 °C               |
| T4             | <135 °C               |
| T5             | <100 °C               |
| T6             | <85 °C                |

## Typy ochrany
Elektrická zařízení v prostředí s nebezpečím výbuchu existují v různých provedeních. Ta odpovídají klasifikaci podle evropské směrnice ATEX. Každé takové zařízení je označeno malým písmenem abecedy podle způsobu provedení. Elektrická zařízení mohou svým provedením kombinovat více typů ochran, na štítku jsou pak označena více písmeny. Mezi častý typ ochrany patří například jiskrově bezpečné obvody (JBO) nebo zajištěné provedení.
| Název                      | Kód | Popis | Standard                                       | Umístění                | Užití                                                         |
| -------------------------- | --- | --- | ---------------------------------------------- | ----------------------- | ------------------------------------------------------------- |
| Pevný závěr                | d   | Pevý závěr je konstruován tak, že při výbuchu směsi uvnitř závěru se nerozšíří výbuch do okolní atmosféry. | IEC/EN 60079-1                                 | Zóna 1                  | Motory, osvětlení, sdružovací a rozvodné krabice, elektronika |
| Zajištěné provedení        | e   | Elektrické zařízení zabraňuje vzniku jisker v obvodu.                                                      | IEC/EN 60079-7                                 | Zóny 2 a 1              | Motory, osvětlení, sdružovací a rozvodné krabice              |
| Olejový závěr              | o   | Elektrické zařízení je trvale ponořené do oleje.                                                           | IEC/EN 60079-6                                 | Zóny 2 a 1              | Rozvaděče                                                     |
| Pískový závěr              | q   | Elektrické zařízení je zasypáno do jemného písku.                                                          | IEC/EN 60079-5                                 | Zóny 2 a 1              | Elektronika, telefony, tlumivky                               |
| Zalévací hmota             | m   | Zařízení je trvale zalité zalévací hmotou a zabraňuje tak jiskření                                         | IEC/EN 60079-18                                | Zóny 1 a 0              | Elektronika                                                   |
| Závěr s vnitřním přetlakem | p   | Závěr s vnitřním přetlakem pro neelektrická zařízení                                                       | IEC/EN 60079-2                                 | Zóny 1 a 0              | Analyzéry, motory, počítače                                   |
| Jiskrově bezpečné zařízení | i   | Zařízení má omezený přísun elektrické energie z napájecích zdrojů nebo akumulátorů.                        | IEC/EN 60079-25 IEC/EN 60079-11 IEC/EN60079-27 | Zóny 2, 1 a 0           | Měření a regulace                                             |
| Ochrana typu „n“           | n   | Zařízení není schopno způsobit vznícení okolní výbušné atmosféry                                           | IEC/EN 60079-15 IEC/EN 60079-27                | Zóna 2                  | Motory, osvětlení, sdružovací a rozvodné krabice, elektronika |
| Speciální závěr            | s   | Další typy ochrany odpovídající národním normám a standardům.                                              | IEC/EN 60079-33                                | Určuje výrobce zařízení | Odpovídá národním normám                                      |

## Označování

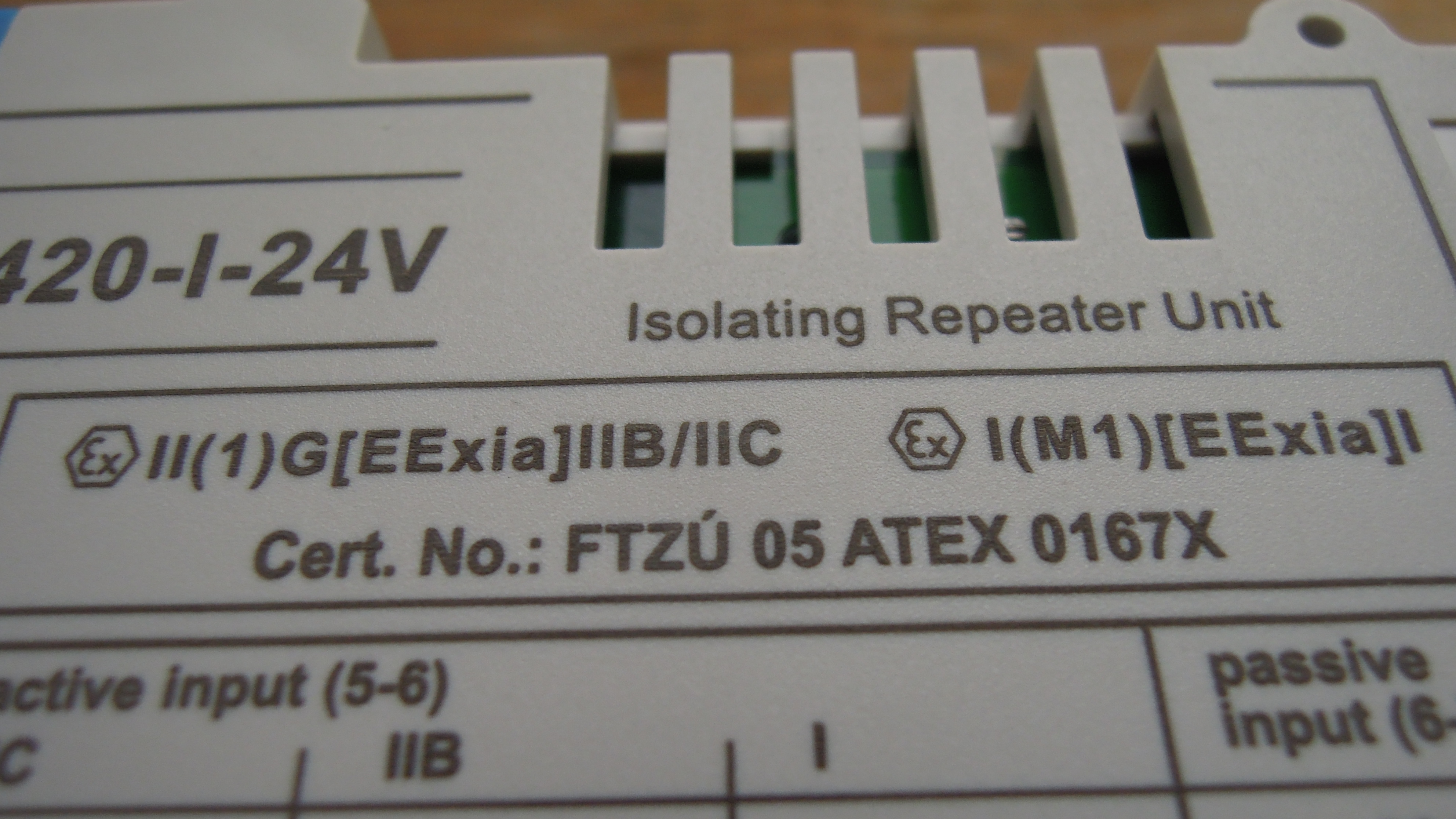
Štítek na Zenerově bariéře pro oddělení jiskrově bezpečných obvodů ukazuje, že lze toto elektrické zařízení použít v prostředí s nebezpečím výbuchu

V Evropské unii musí být elektrická zařízení v prostředí s nebezpečím výbuchu označena značkou CE, tedy prohlášením o shodě výrobku. Zařízení jsou dále označena značkou Ex jako zařízení pro prostředí s nebezpečím výbuchu. Pokud takové zařízení odpovídá evropským normám, je dále označeno písmeny EEx. Příklad štítku na elektrickém zařízení v prostředí s nebezpečím výbuchu a tabulka s parametry jsou uvedeny níže:
II2GD EEx de IIC T6 T47 °C IP66

| Parametr | Popis parametru                                                              |
| -------- | ---------------------------------------------------------------------------- |
| II       | Skupina výbušnosti                                                           |
| 2        | Kategorie zařízení                                                           |
| GD       | Úroveň ochrany zařízení pro plyny, páry a prachy                             |
| EEx      | Ochrana zařízení odpovídá evropským normám                                   |
| de       | Zařízení je s pevným uzávěrem a současně konstruováno v zajištěném provedení |
| IIC      | Skupina výbušnosti plynů a par                                               |
| T6       | Teplotní třída; zařízení je možno použít ve všech teplotních třídách (T1–T6) |
| T47 °C   | Maximální povrchová teplota zařízení pro prostředí s výskytem prachů         |
| IP66     | Stupeň ochrany krytím                                                        |